# Rupela nereis
Rupela nereis là một loài bướm đêm trong họ Crambidae.